# 富本節
富本節（とみもとぶし）または富本（とみもと）とは、三味線音楽のひとつで、浄瑠璃の一種。

## 概要
初代富本豊前掾が1748年に創始したものである。豊前掾は宮古路豊後掾の門弟で常磐津節から独立した形で富本豊志太夫を名乗り富本節を興した。その後豊前掾の実子2代目富本豊前太夫が活躍し全盛をしたが、その後富本節からは清元節が興され人気を得ると次第に衰退。

## 家元
宗家家元は富本豊前太夫を襲名する。

## 主要な演目
- 老松（おいまつ。清元節へ移曲）
- 年朝嘉例寿（としのあしたかれいのことぶき。「長生」とも。清元節へ移曲。清元節の「栄能春延寿」）
- 四十八手恋所訳（しじゅうはってこいのしょわけ。「相撲の段」「鴛鴦の段」とも。清元節へ移曲）
- 百夜菊色の世中（ももよぎくいろのよのなか。「檜垣」とも清元節へ移曲）
- 夫婦酒替奴中中（めおとざけかわらぬなかなか。「鞍馬獅子」とも。清元節へ移曲）
- 其俤浅間嶽（そのおもかげあさまがたけ。「浅間」とも。清元節へ移曲。清元節の「初霞浅間嶽」）
- 道行恋飛脚（みちゆきこいのひきゃく。「梅川」とも）
- 十二段君が色音（じゅうにだんきみがいろね。「碁盤忠信」とも。清元節へ移曲）
- 道行比翼の菊蝶（みちゆきひよくのきくちょう。「お夏」とも）
- ※（外字）連理の橘（まいらせそろれんりのたちばな。「虫売」とも。清元節へ移曲）
- 新曲高尾懺悔（しんきょくたかおざんげ。「高尾」とも。清元節へ移曲）
- 花川戸身替の段（はなかわどみがわりのだん。「身替りお俊」とも。清元節へ移曲。清元節の「其噂桜色時」）
- 春夜障子海（はるのよしょうじのうめ。「夕霧」とも。清元節へ移曲。清元節の「翻詞廓文章」）
- 恵方万歳（えほうまんざい）
- 名酒盛色の中汲（なさけざかりいろのなかくみ。「お菊幸助」とも。清元節へ移曲）
- 徒髪恋曲者（いたずらがみこいはくせもの。「松風」とも）
- 茂懺悔睦言（なつこだちざんげのむつごと。「扇売高尾」とも）
- 全盛操花車（ぜんせいみさおのはなぐるめ。「木遣り」とも）
- 道行念玉鬘（みちゆきおもいのたまかつら。「長作」とも）
- 母育雪間鶯（ははそだちゆきまのうぐいす。「山姥」とも）
- 幾菊蝶初音道行（いつもきくちょうはつねのみちゆき。「忠信」「吉野山」とも。清元節へ移曲）
- 艶容錦画姿（ことかいなにしきのえすがた。「新お七」「夢のお七」とも）
- 四季詠寄三大字（しきのながめよせてみつだい。「松魚売」とも）
- 拙筆力七以呂波（にじりがきななついろは。「乙姫」とも）
- 柳糸恋苧環（やなぎのいとこいのおだまき。「お三輪道行」とも）
- 沢紫色水上（さわむらさきいろのみなかみ。「船の高尾」とも）
- 雪解松操繖（ゆきげのまつみさおのきぬがさ。「常磐御前」とも）
- 七重咲浪花土産（ななえざきなにわのいえづと。「稽古娘」とも）
- 草枕露の玉歌和（くさまくらつゆのたまかわ。「六玉川」とも）
- 御代栄益穂富種（みよのさかえますほのとみぐさ。「豊の前」とも）
- 名夕顔雨の旧寺（なにゆうがおあめのふるでら。「田舎源氏」とも。清元節へ移曲）
- 月柳廓髪梳（つきのやなぎさとのかみすき。「新万歳」とも）
- 連方便茲大津絵（つれをたよりここにおおつえ。「仲蔵藤娘」とも）
- 家桜幾齢三番叟（いえざくらいくよさんばそう。「家桜三番」とも）
- 振袖模様染濃色（ふりそでもようそめていろよき。「お染」とも）
- 露しぐれ（つゆしぐれ。「那須野」とも）
- 殺生石十三怪（せっしょうせきじゅうさんばけ。「田（面）雁」とも）
- 田（面）雁露手枕（たのものかりつゆのたまくら）
- 御代の秋（みよのあき）